# 妙建寺 (小山市)

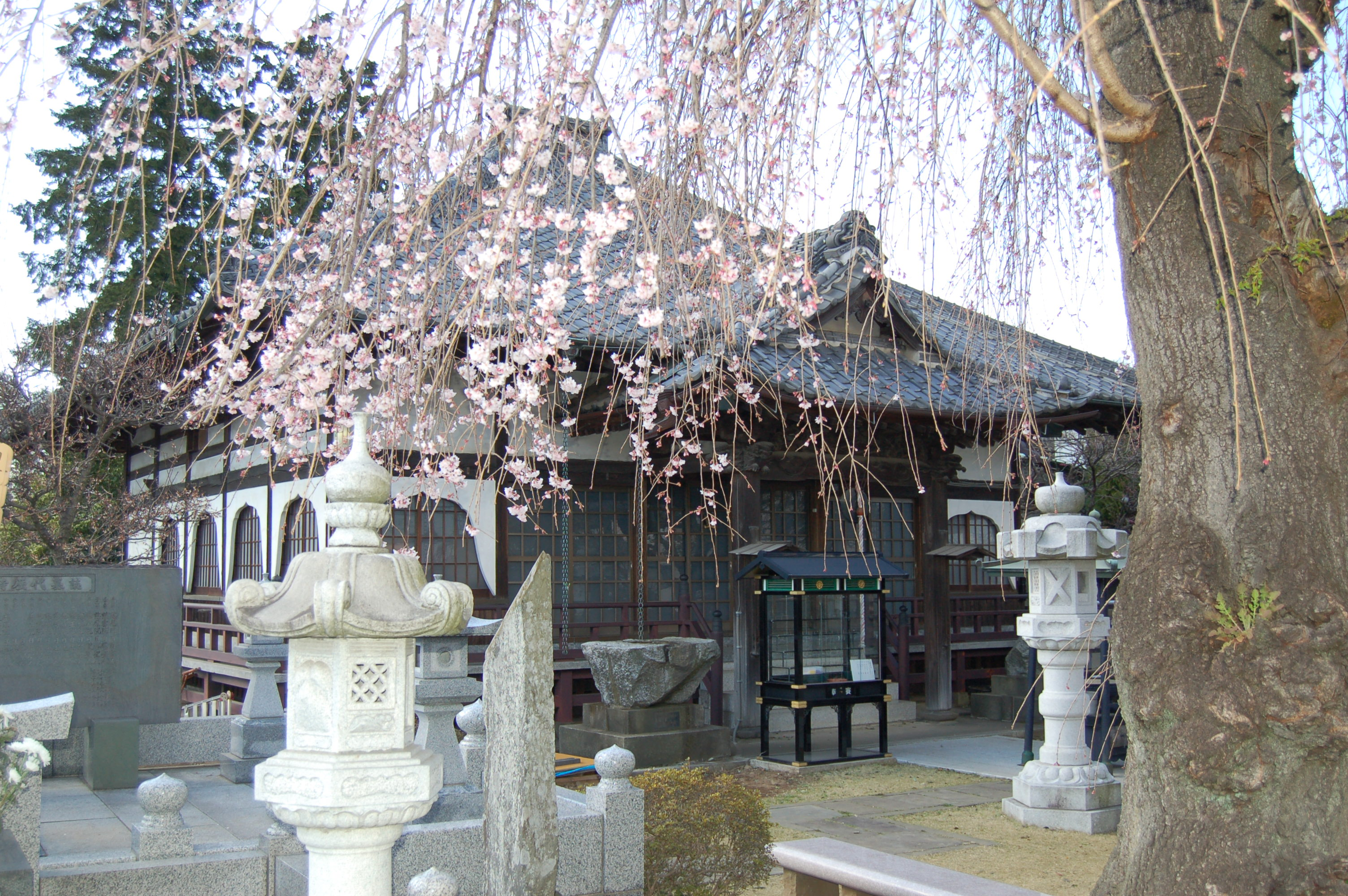
本堂と枝垂れ桜

妙建寺（みょうけんじ）は、栃木県小山市にある日蓮宗の寺院。旧本山は、真間弘法寺。池上・土富店法縁。

## 沿革
建武元年（1334年）、日蓮宗六老僧の一人日頂の弟子松本房日念によって開基。創建以来、一度も火災に会ったことがないと伝えられる。

## 本堂
享保2年（1717年）竣工という本堂の格天井には、55枚の百人一首の絵や龍の絵が描かれている。また、境内には枝垂れ桜があり、これらはそれぞれおやま百景に登録されている。